# M24 Chaffee
M24 Chaffee byl americký lehký tank používaný za druhé světové války.
V roce 1942 byly provedeny zkoušky o zabudování výkonnějších kanónů do lehkých tanků M3 Stuart a M5 Stuart, ovšem skončily neúspěchem. Firma Cadillac proto zahájila vývoj nového tanku, jehož první prototyp vznikl koncem roku 1943. Nový tank se do výzbroje americké armády dostal až koncem roku 1944. Svoje přednosti tak mohl plně uplatnit až za války v Koreji v 50. letech. Spojoval v sobě hbitost průzkumných vozidel a skvělou bojovou výzbroj. Celkem bylo vyrobeno 4731 kusů.
Tank M24 Chaffee byl součástí ucelené koncepce bojových vozidel na stejném podvozku, která čítala i samohybná děla i protiletadlové tanky. Tanky slouží v některých armádách ještě v současné době.